# Вајт Хорс (Њу Џерзи)
Вајт Хаус (енгл. White Horse) насељено је место без административног статуса у америчкој савезној држави Њу Џерзи.

## Демографија
По попису из 2010. године број становника је 9.494, што је 121 (1,3%) становника више него 2000. године.
| Група             | 2000.         | 2010.         |
| Белци             | 8.404 (89,7%) | 7.872 (82,9%) |
| Афроамериканци    | 358 (3,8%)    | 531 (5,6%)    |
| Азијати           | 156 (1,7%)    | 208 (2,2%)    |
| Хиспаноамериканци | 372 (4,0%)    | 812 (8,6%)    |
| Укупно            | 9.373         | 9.494         |